# Jaime Balmes
Jaime Luciano Antonio Balmes y Urpiá (Vich, 28 agosto 1810 – Vich, 9 luglio 1848) è stato un filosofo, presbitero e un apologista spagnolo.

## Biografia
Attivo apologista, in sue pubblicazioni quali Il protestantesimo paragonato al cattolicesimo nei suoi rapporti con la civiltà (1842-1844) entrò in prima linea in difesa delle dottrine della Chiesa cattolica. Andando contro i più attivi conservatori, prese le difese rispetto alle riforme di Pio IX e contribuì al rinnovamento della scolastica; tentò, inoltre, di trovare una conciliazione tra i carlisti e il partito isabellista. Da sacerdote, svolse un'intensa attività didattica a Barcellona e a Madrid dove insegnò matematica.

## Opere
- Giacomo Balmes, Il protestantismo comparato al cattolicismo nelle sue relazioni colla civiltà europea, vol. 1, Parma, Dalla Tipografia Ducale, 1847.
- Giacomo Balmes, Il protestantesimo comparato al cattolicesimo nelle sue relazioni colla civiltà europea, vol. 3, Parma, Tipografia ducale, 1847.